# 荚囊蕨
荚囊蕨（学名：Struthiopteris eburnea），为乌毛蕨科荚囊蕨属下的一个植物种。